# 눈 (인체)

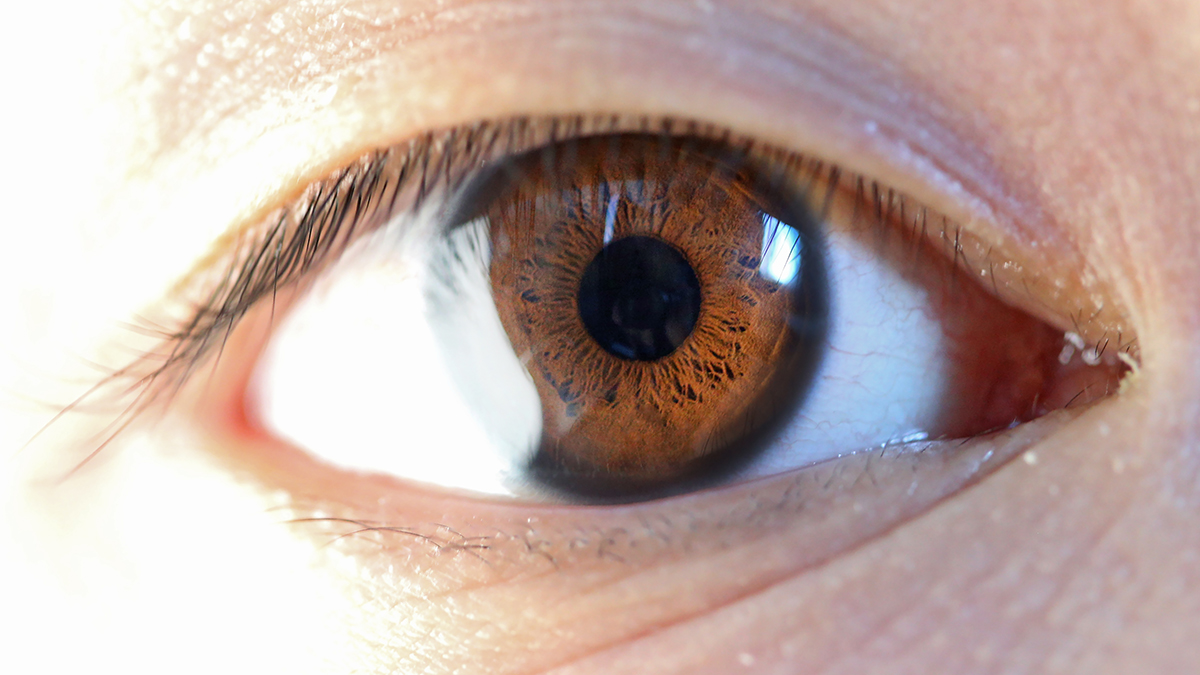
흰색 공막, 밝은 갈색 홍채 및 검은 눈동자를 보여주는 인간의 눈

눈(目)은 빛을 자극으로 받아들이는 감각 기관이다. 인간은 서로 눈을 맞추어 교감을 한다. 눈빛은 동서양을 막론하고 항상 인간의 심리를 파악하는 지표로 여겨졌다.

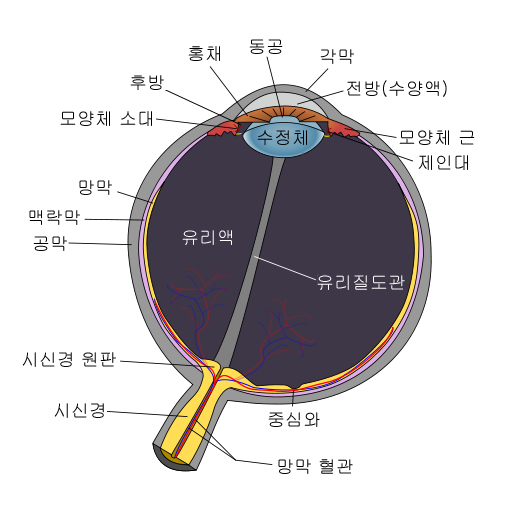
인간의 눈 내부 구조

## 안구의 구조

### 안구선
안구 선은 안구의 배열을 말한다. 안구선의 기준은 윗눈꺼풀(상안검)과 아랫눈꺼풀(하안검)으로 갈라져 있으며, 그 선을 기준으로 한다. 안구 선은 얼굴 균형을 결정하는 기준이고 그림을 그릴 때도 도화 용어로 쓰인다.상안검 내부에는 단단한 눈꺼풀판(검판)이 있고, 여기에 눈꺼풀올림근이 붙어 있다. 눈꺼풀에는 점액선이 산재해 있는데, 그 분비물이 눈곱의 주성분이다. 안구 상부 바깥쪽에는 눈물샘이 있어 눈물을 분비하여 안구 앞부분을 끊임없이 세정한다. 이 눈물은 비루관(鼻淚管)을 통해 비강으로 배출된다. 눈꺼풀을 감는 것은 눈둘레근의 수축에 의하며, 뜨는 것은 주로 눈꺼풀올림근에 의한다. 전자는 얼굴신경, 후자는 눈돌림신경의 지배를 받는다.

### 각막
강막(強膜)에 이어지며, 안구 앞부분에 있는 투명한 부분이다. 그 투명도가 저하되면 빛이 안구 내부에 들어갈 수 없게 되어 실명한다. 투명도의 회복이 어려우며, 건강한 각막과 교환해야만 시력이 회복되는데 이것이 바로 각막 이식이다.

### 수정체
세포가 변화한 섬유로 만들어지며, 빛을 굴절시켜 망막에 초점을 모으는 작용을 한다. 초점을 맞추기 위해서는 수정체의 곡률을 바꾸는데, 그때 수정체 뒷면은 거의 변화하지 않고 앞면의 곡률이 변화한다. 수정체 앞쪽, 각막 사이의 강소(腔所)를 전안방(前眼房)이라 하며, 안방수(림프)가 가득 들어 있다. 뒤쪽 망막 사이의 강소는 유리체가 채워져 있는데, 이것은 가느다란 섬유를 함유한 점성이 높은 액체이다. 수정체의 투명도를 상실해가는 병을 백내장이라 한다.

### 모양체
수정체를 에워싸는 제방 모양의 구조를 하고 있다. 앞쪽은 수정체 앞면을 따라 뻗어나가 홍채(虹彩)가 된다. 모양체에서는 모양 소체라는 가는 섬유가 나와 수정체에 결합하여 이를 주위에서 매달고 있다. 모양체 내부에는 앞뒤 방향·고리 모양·방사 방향으로 배열하는 세 가지 근육이 있으며, 이 근육의 수축과 이완에 의해 수정체의 곡률을 변화시킨다. 이 조절은 건강한 사람에게서는 무한히 먼 거리에서 아주 가까운 거리까지 가능하다. 가까운 거리밖에 초점을 맞추지 못하는 것을 근시, 먼 거리밖에 초점을 맞출 수 없는 것을 원시, 결상(結像)이 비뚤어지는 것을 난시라고 하며, 안경으로 교정해야 한다.

### 홍채
카메라의 조리개 역할을 하는 막. 중앙에 동공이라는 구멍이 나 있다. 홍채 내부에는 동공을 작게 하는 동공 괄약근과 크게 하는 동공 확대근이 있어 이들의 작용으로 안구 내부에 들어오는 빛의 양을 조절한다. 홍채 깊숙한 부분에는 색소층이 있는데, 이 색소의 성질·배열·양에 따라 눈 색깔이 결정된다. 색소가 적으면 푸른 눈이나 회색 눈이 되는데, 그런 경우 강한 빛은 홍채를 통과해버려 눈이 부시고 명료한 결상이 생기지 않는다.

### 강막과 맥락막
강막은 안구 바깥쪽을 에워싸는 튼튼한 교원 섬유질 막으로, 이것에 의해 안구의 모양이 보호된다. 앞면은 투명해져서 각막이 되며, 뒤쪽의 한곳에서 시신경 다발에 연결되어 있다. 맥락막은 강막과 망막 사이에 있으며, 혈관망이 분포한다. 안구를 움직이는 근육은 강막에 붙어 있다. 이것은 6개의 작은 근육으로 되어 있으며, 이것에 의해 안구를 어떤 범위내에서 자유로운 방향으로 움직일 수 있다. 이 근육은 가로무늬근으로, 동안 신경, 활차 신경(상사근), 외전 신경(외측 직근) 등의 지배를 받는다. 좌우 눈의 움직임에는 강한 연관성이 있어 오른쪽 눈을 오른쪽으로 돌리면 왼쪽 눈도 오른쪽으로 향한다. 따라서 두 눈을 따로 움직이는 것은 불가능하다. 이것을 공동 운동이라 한다. 이것이 잘못된 상태가 바로 사시이다. 또 아주 가까운 것을 볼 때는 양쪽 안구가 모두 안쪽으로 몰리는데, 이를 폭주(輻輳) 운동이라 한다.

### 망막의 구조
망막은 빛을 감지하는 세포와 신경 세포로 이루어진 막이다. 망막은 뇌의 일부가 돌출한 것으로, 그 신경 세포 사이에는 뇌와 마찬가지로 글리아 세포가 있다. 수정체와 마주보고 있는 곳에는 중심와(窩)라는 약간 팬 곳이 있는데, 안저경(眼底鏡)으로 보면 노란색으로 보이기 때문에 황점(황반)이라고 하기도 한다. 이 부분이 가장 해상력(解像力)이 좋고 예민한 곳으로, 사물을 주시할 때는 여기에 상이 맺힌다. 황점 약간 안쪽에는 시신경이 나온 부분이 있는데 이를 시신경 유두라고 한다. 여기에는 시세포가 없어 상이 맺혀도 시각이 생기지 않기 때문에 맹점이라고 부른다.

## 심리
눈은 소유자의 심리를 잘 보여준다. 눈을 맞추는 것은 서로를 동등하게 여김을 뜻하고, 눈을 맞추지 않고 내리까는 것은 두려움과 복종을 뜻한다. 동아시아에서는 대화할 때 눈을 맞추는 것을 고깝게 여기나, 유럽어권에서는 눈을 맞추는 것이 예의이다.

## 눈 깜박임
성인의 눈 깜박임 횟수는 감정 상태나 각성 정도와 같은 전반적인 신체 조건에 의해서도 변화하는데, 인지 활동이나 정보처리 정도에 따라 달라진다고 알려져 있다. 제시된 시각 정보를 다시 상기하거나 특정 문장을 소리내어 읽을 때에 눈 깜박임 횟수가 증가하는 반면, 시각 정보에 집중하거나 제시된 문장을 눈으로 읽을 때에는 평상시에 비해 눈 깜박임 횟수가 감소하는 것으로 나타났다. 이는 눈 깜박임 횟수가 대뇌인지과정과 밀접한 상관관계가 있음을 의미한다.

## 같이 보기
- 눈 색깔
- 눈병